# Inkster (Dakota del Norte)
Inkster es una ciudad ubicada en el condado de Grand Forks en el estado estadounidense de Dakota del Norte. En el censo de 2010 tenía una población de 50 habitantes y una densidad poblacional de 19,4 personas por km².

## Geografía
Inkster se encuentra ubicada en las coordenadas 48°9′5″N 97°38′39″O / 48.15139, -97.64417. Según la Oficina del Censo de los Estados Unidos, Inkster tiene una superficie total de 2.58 km², de la cual 2.58 km² corresponden a tierra firme y (0%) 0 km² es agua.

## Demografía
Según el censo de 2010, había 50 personas residiendo en Inkster. La densidad de población era de 19,4 hab./km². De los 50 habitantes, Inkster estaba compuesto por el 90% blancos, el 0% eran afroamericanos, el 4% eran amerindios, el 0% eran asiáticos, el 0% eran isleños del Pacífico, el 0% eran de otras razas y el 6% pertenecían a dos o más razas. Del total de la población el 0% eran hispanos o latinos de cualquier raza.